# Преображеновка (Липецкая область)
Преображе́новка — село Добровского района Липецкой области. Образует Преображенское сельское поселение. Находится в северо-восточной части Липецкой области в 68 км от областного центра — города Липецка и 32 км от районного центра — села Доброе. Общая площадь поселения составляет 12,3 км². Оно является самым маленьким в Добровском районе.

## История
В конце XVI века в глухом лесу в верховьях реки Воронеж была основана монашеская пустынь. Возле неё со временем выросло селение. Его назвали Го́ры, из-за нескольких местных возвышений. В XVIII веке в нём была построена Преображенская церковь, в честь которой его переименовали в Преображе́нское. В советские годы название изменили на Преображе́новку.
В XIX веке в селе были развиты лесные промыслы: сбор грибов и ягод, заготовка лыка, дёгтярное дело, имелись сахарный и винокуренный заводы.
В XX веке население Преображеновки постоянно росло, превысив в его середине 1000 человек. Жители работали в основном в лесном хозяйстве: заготавливали и сажали лес, осушали болота, добывали торф, собирали живицу. Занимались также сельским хозяйством, возле села были поля разных культур.
С конца 1970-х годов Преображеновка начала приходить в упадок. Уменьшились объёмы работ в лесном хозяйстве, были заброшены поля, многие дома обветшали, а население села уменьшилось до 400 человек. После пожара, уничтожившего местную школу, оно было признано бесперспективным.
В 2000-х годах благодаря стараниям администрации Преображеновки и помощи федерального центра началось возрождение села. В нём была построена школа и заасфальтированы дороги. В последующее время здесь появились крытый бассейн и культурно-спортивный комплекс, детский сад и досуговый центр, в селе были проложены тротуары, разбиты цветочные клумбы. В него начали прибывать новые жители, возник бум индивидуального жилищного строительства.
В период с 2011 по 2020 год Преображеновка 6 раз была признана победителем федерального конкурса на самое благоустроенное сельское поселение России с числом жителей до 400 человек.

## Природа

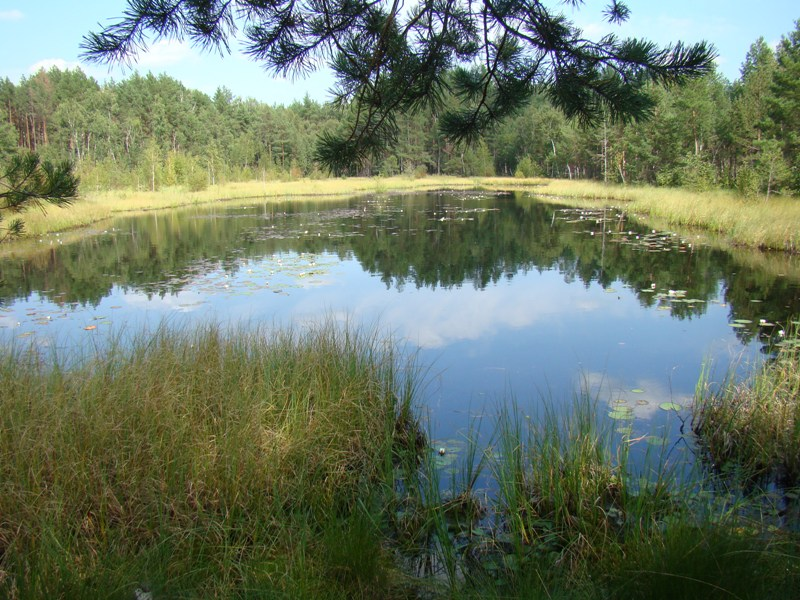
Озеро в окрестностях Преображеновки

Преображеновка находится в центре большого лесного массива. В нём много болот, окрестности которых изобилуют грибами. Плодоносят и дают богатые урожаи черника, малина и ежевика. Есть клюквенные болота, два из которых находятся прямо в селе и занесены в кадастр ЮНЕСКО как памятники природы.
Почвы песчаные, но встречаются участки с бо́льшим содержанием гумуса, благоприятные для сельского хозяйства. В лесу нередки торфяники. В 3,5 километрах от Преображеновки протекает река Воронеж, на берегах которой находятся живописные дикие пляжи, а в самом селе есть большой пруд.
Климат района умеренно континентальный, благоприятный для садоводства и сельского хозяйства, со среднегодовым количеством осадков около 600 мм.

## Население
| 2006 | 2010 | 2012 | 2013 | 2014 | 2015 | 2016 |
| ---- | ---- | ---- | ---- | ---- | ---- | ---- |
| 351  | ↘306 | ↘292 | ↘282 | ↘269 | ↗284 | ↘282 |
| 2017 | 2018 | 2021 |      |      |      |      |
| ↗286 | ↗298 | ↗325 |      |      |      |      |

Численность населения Преображеновки: дети дошкольного возраста — 17 (3,7 % общей численности), школьники — 55 (12 %), население трудоспособного возраста — 94 человека (27 %).

## Инфраструктура

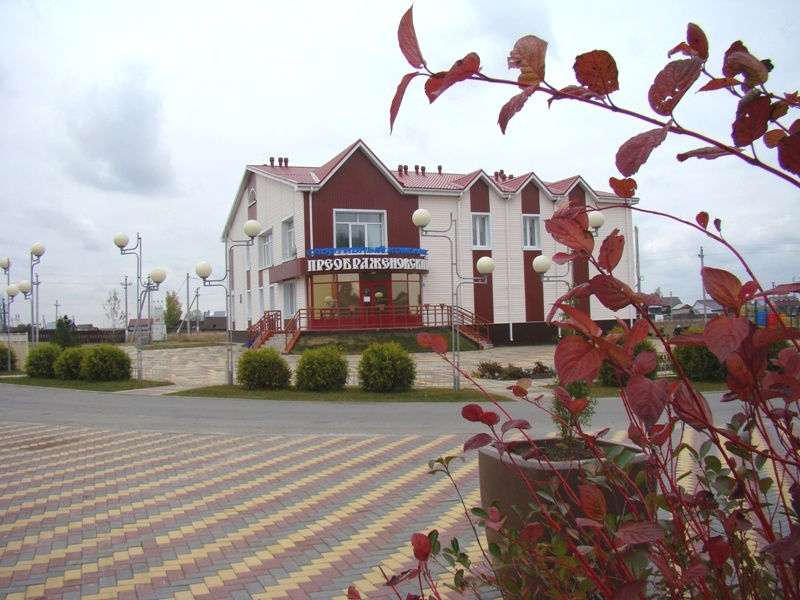
Здание бассейна

Преображеновка связана асфальтовым шоссе с райцентром Доброе и городом Липецком. Три раза в день в неё ходит рейсовый автобус.
В селе имеются:
средняя школа и детский сад;
досуговый центр;
два продуктовых магазина;
крытый бассейн, с сауной, солярием и тренажерным залом;
культурно-спортивный комплекс, с залом для баскетбола и других видов спорта, а также гостиничными номерами для гостей села и туристов;
поле для футбола с искусственным газоном и хоккейная площадка с трибунами;
пруд с благоустроенным пляжем и набережной;
два детских городка;
летний фонтан.
Большинство дорог в Преображеновке заасфальтированы, в центре проложены тротуары, улицы украшают оригинальные цветочные стелы и клумбы, установлены статуи и скульптурные композиции.
В селе есть мобильная связь и Интернет, практически к каждому дому подведён природный газ.
Официальный сайт Преображеновки: http://преображеновка.рф/ Архивная копия от 2 апреля 2022 на Wayback Machine

## Археология
На энеолитическом памятнике Васильевский Кордон 27 (третья-вторая четверть 4-го тыс. до н. э.) выявлено шесть древних сооружений и четыре погребения. Обнаружено большое количество энеолитической керамики: среднестоговской и волосовской культур, посуда ксизовского типа. Скорее всего, появление такой посуды стало результатом контактов пришедшего в Донскую лесостепь поздненеолитического населения рязанско-долговской культуры и энеолитического среднестоговского населения. Отбор в качестве исходного пластичного сырья (ИПС) илистой глины носители ксизовского типа переняли у населения с ямочно-гребенчатой керамикой. На стоянке исследовано два погребения взрослых людей 40—50 лет с вытянутой на спине северо-восточной ориентировкой.
В погребении на памятнике репинской культуры Васильевский кордон 17 найдено небольшое шило из меди. Орудия труда оставались близки нижнедонским — каменные и костяные ножи, скребки, наконечники стрел, топоры. Для керамики было характерно пористое тесто с примесью ракушек или органики (трава, пух, перья и т. д.); орнамент — зубчатый (зигзаги, треугольники, линии), ямочный, «жемчужный», шнуровый. Захоронение было произведено в грунтовой могиле в вытянутом положении на спине; рядом с умершим обнаружены наконечники стрел, упомянутое шило и клык хищника (амулет или украшение). Всего на поселении Васильевский кордон 17 исследовано 28 погребений и 6 древних сооружений нео, -энеолитического времени (4—1 половины 3 тыс. до н. э.). Погребения делятся на две группы: скорченные на спине и вытянутые на спине. Подавляющее количество керамики представлено обломками среднестоговской культуры эпохи энеолита (середина 3-го тыс. до н. э.). Выявлены материалы рязанско-долговской культуры, ксизовского типа (середина 4-го тыс. до н. э.) и дубровичской культуры (конец 4-го тыс. до н. э.) эпохи неолита, репинской культуры эпохи энеолита (рубеж 4—3 тыс. до н. э.), катакомбной культуры эпохи бронзы (рубеж 3—2 тыс. до н. э.).
У села Преображеновка в пойме правого берега реки Воронеж находится посткатакомбное поселение Васильевский Кордон 1, население которого, судя по материалам погребений, испытывало сильное влияние фатьяновско-балановской и шагарской культур. На черепе индивида из погребения 5 выявили искусственную деформацию. Погребения 4 и 5 могильника Васильевский Кордон 1 датируются началом 3 тыс. до нашей эры.